# Ancestris
Ancestris – program genealogiczny, napisany w języku Java, dostępny na licencji GNU GPL. Program jest dostępny w wersji polskojęzycznej. Dostępny jest zarówno na systemie Linux, Unix, Mac OS, jak i Windows.
Ancestris jest w pełni kompatybilny ze specyfikacją GEDCOM (GEDCOM 5.5, oraz 5.5.1), natywnym rozszerzeniem używanym przez program jest .ged. Program powstał początkowo jako fork GenealogyJ – GenJFr, by następnie po zaprzestaniu rozwoju GenJ w 2010 roku, rozwinąć się w główny program. Program został użyty w pracy naukowej o mukowiscydozie.

## Wybrane funkcje programu
- Obsługa wielu genealogii w tym samym czasie.
- Widok drzewa, tabelaryczny, chronologiczny i edytory mogą być otwarte w tym samym czasie.
- Podgląd zdarzeń i umiejscowienie ich na mapie.
- Wtyczki importu i eksportu danych genealogicznych, tworzenie strony www, sprawdzanie walidacji danych.
- Program jest dostępny w języku niemieckim, angielskim, hiszpańskim, fińskim, francuskim, greckim, włoskim, holenderskim, norweskim, polskim, portugalskim i szwedzkim – stan na 4 kwietnia 2016(dts).